# Bulbophyllum foetidum
Bulbophyllum foetidum là một loài phong lan thuộc chi Bulbophyllum.